# Oesinghausen
Oesinghausen ist eine Ortschaft in Engelskirchen im Oberbergischen Kreis im nordrhein-westfälischen Regierungsbezirk Köln in Deutschland.

## Lage und Beschreibung
Der Ort liegt etwas mehr als neun Kilometer östlich vom Hauptort Engelskirchen entfernt.

## Geschichte

### Erstnennung
1381 wurde der Ort das erste Mal urkundlich erwähnt und zwar „Pilgrim v. Waldenburg gen. Schinkerl und Ehefrau übergeben dem Pastor zu Ründeroth eine Rente aus Besitzungen u. a. aus Oesinchusen“.
Schreibweise der Erstnennung: Oesinchusen

## Freizeit

### Vereinswesen
- MGV Oesinghausen 1901 e. V.
- KV Blau-Weiss Oesinghausen 2005 e. V.

### Wandern und Radwege
Folgende Wanderwege werden vom Wanderparkplatz Oesinghausen vom SGV angeboten:
- A4 (6,9 km) - (7,0 km)

## Sehenswürdigkeiten
- Historischer Römerwall am Lambachtal